# Atrichum altecristatum
Atrichum altecristatum là một loài Rêu trong họ Polytrichaceae. Loài này được (Renauld & Cardot) Smyth & Smyth, Lumina C. Riddle mô tả khoa học đầu tiên năm 1911.